# Sequoyah
Sequoyah (/səˈkwɔɪə/; tiếng Cherokee: ᏍᏏᏉᏯ, Ssiquoya, hay ᏎᏉᏯ, Sequoya, phát âm là [seɡʷoja]; sinh khoảng năm 1778 – mất tháng 8 năm 1843), còn được biết đến với tên gọi George Gist hay George Guess, là một nhà bác học người Mỹ bản địa xuất thân từ Xứ Cherokee. Ông là người có công sáng chế ra hệ chữ âm tiết tiếng Cherokee.
Ông hoàn thành việc sáng chế hệ chữ âm tiết tiếng Cherokee vào năm 1821, giúp cho người Cherokee có thể đọc và viết bằng tiếng mẹ đẻ của mình. Đến năm 1825, Xứ Cherokee đã chọn hệ chữ âm tiết do ông sáng chế làm văn tự chính thức và nhờ đó người Cherokee trở thành một trong những nhóm dân tộc bản địa Bắc Mỹ đầu tiên có chữ viết riêng. Hệ chữ viết này cũng mở đường cho sự thống nhất mọi người thuộc dân tộc Cherokee, vốn từ lâu đã bị chia rẽ, bằng những phương thức giao tiếp mới và cảm thức về một nền độc lập của người bản địa. Chỉ trong vòng 25 năm, tỷ lệ người dân Xứ Cherokee biết chữ đã đạt gần 100%, cao hơn cả tỷ lệ biết chữ của cộng đồng người Mỹ gốc Âu định cư ở những khu vực lân cận.
Nhờ sáng chế văn tự tiếng Cherokee của mình, ông Sequoyah đã trở thành một trong những trường hợp hiếm hoi được ghi chép trong lịch sử khi mà một cá nhân thuộc một dân tộc chưa có chữ viết đã sáng tạo ra một hệ chữ viết độc đáo và hữu hiệu. Hệ chữ viết mà ông sáng chế ra được cho là đã truyền cảm hứng cho sự phát triển của 21 hệ chữ viết sử dụng bởi 65 ngôn ngữ tại Bắc Mỹ, châu Phi và châu Á.
Ngoài ra, ông Sequoyah còn là một vị đại biểu quan trọng của người dân Xứ Cherokee; ông là người đã đến thành phố Washington, D.C. để ký hai hiệp ước về việc di cư và trao đổi đất.